# Вертлюжное орудие

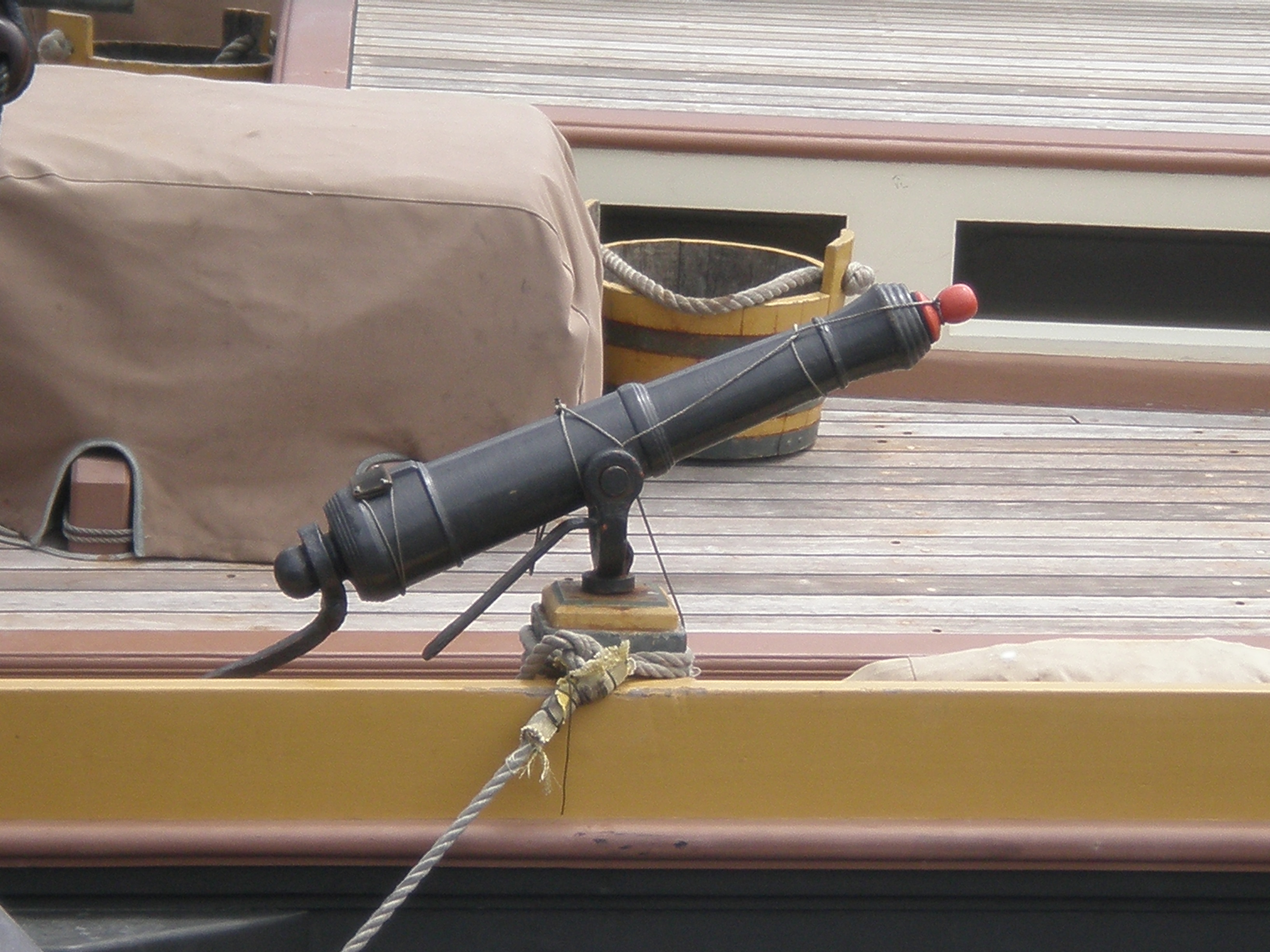
Вертлюжная пушка, установленная на борту корабля.

Вертлюжное орудие (вертлюжная пушка) — небольшое поворотное артиллерийское орудие, устанавливаемое на борту корабля или стене крепости или форта с помощью шарнира (вертлюг), который обеспечивал свободное вращение орудия в двух плоскостях. Имело распространение в XV—XIX веках как на флоте, так и в сухопутной армии.

## Конструкция
Вертлюжная пушка — ручное оружие малого калибра.
Шарнирное соединение представляло собой вилку, в разветвлении которой были закреплены цапфы орудия, создавая ось вращения в вертикальной плоскости, а другой конец вилки вставлялся в отверстие в борту корабля или стене крепости, создавая горизонтальную ось вращения. Со стороны казенной части вертлюжные пушки обычно имели рукоять, которая облегчала наведение орудия.
Термин «вертлюжная пушка» не определяет калибр или вес заряда, но только лишь конструкцию с шарнирным креплением, что в свою очередь подразумевает, что орудие было ручным, соответственно небольшого калибра. Так, вертлюжными пушками были небольшие фальконеты, имевшие в своей конструкции вертлюг (шарнир). До появления фальконетов вертлюжными орудиями были ручные бомбарды (на заре развития артиллерии) и ручные кулеврины (позже, но до появления фальконетов), также имевшие шарнирное крепление и устанавливаемые на борт судна или стену крепости.
Вертлюжные пушки были как дульнозарядные, так и заряжаемые с помощью извлекаемой с казенной части каморы (ранние экземпляры). Так как вертлюжные пушки предназначались для борьбы с живой силой противника, заряжались они обычно картечью, хотя нередко использовались и небольшие круглые ядра.
Вес снаряда вертлюжной пушки составлял 0,5-1 фунт (типичный калибр 35мм (1¼ дюйма), иногда достигая 2 фунтов (эквивалентно калибру ~60 мм.). Длина ствола редко превышала 1 метр.
Благодаря небольшим размерам вертлюжные орудия были мобильными и перемещались между бортами или вдоль палубы в то место, где требовалась концентрация огня.

## Применение

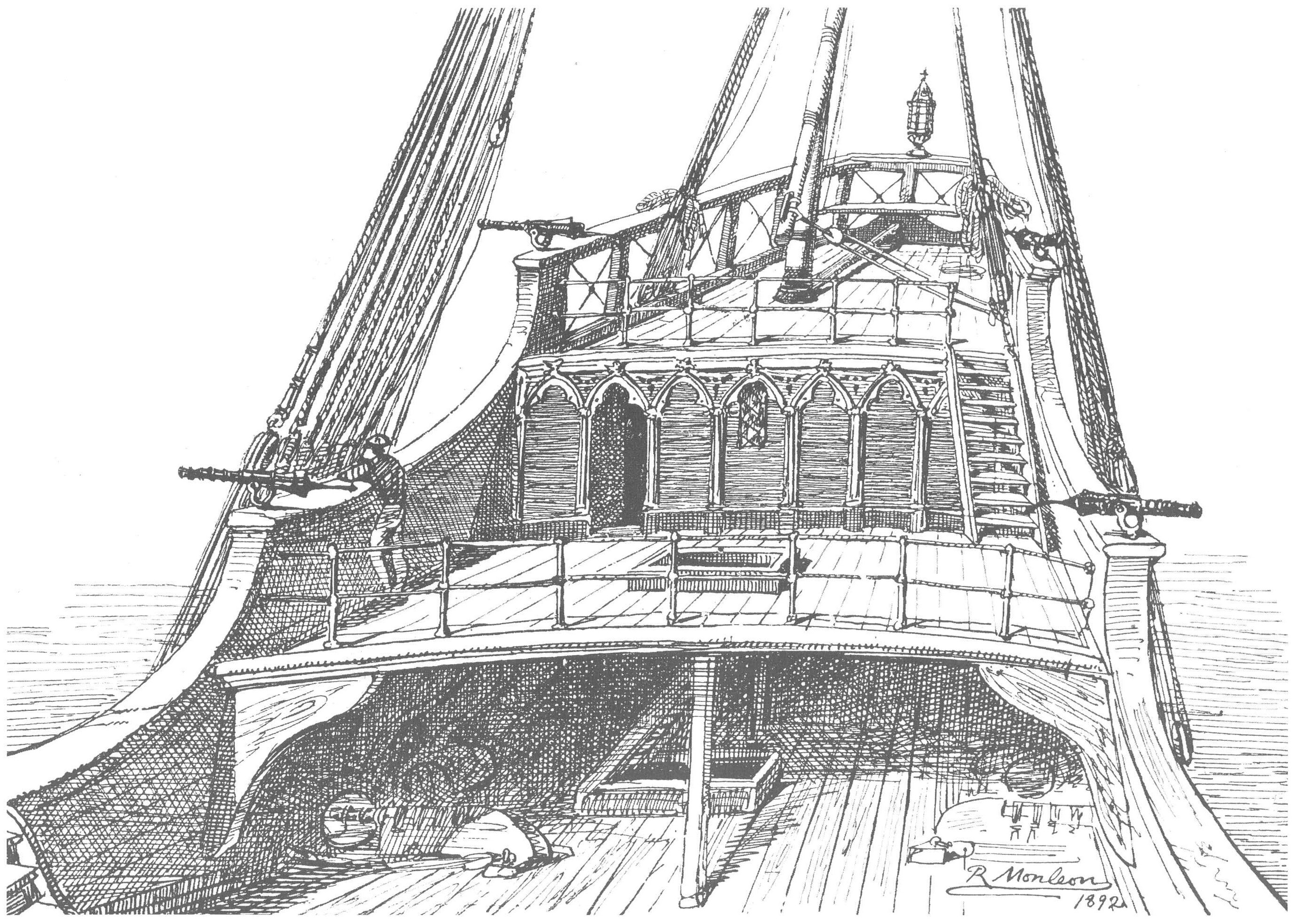
Реконструкция Санта-Марии Христофора Колумба 1892 года.
Показано характерное расположение вертлюжных пушек на судне конца XV века.

На флоте вертлюжные пушки получили широкое распространение с момента рождения морской артиллерии и стояли на вооружении кораблей вплоть до XIX века, когда гладкоствольная артиллерия была вытеснена нарезной.
Пик применения вертлюжных пушек пришелся на конец XV и XVI век — когда огнестрельное оружие уже было широко распространено на флоте, но орудия большого калибра были ещё очень дорогими в производстве; тогда основной тактикой морского боя был абордаж, а вертлюжные орудия малого калибра — эффективным средством борьбы против живой силы противника. Так, вооружение крупнейшего корабля флота Генриха VIII «Генри Грейс э'Дью» (фр. Henry Grace à Dieu), спущенного на воду в 1514 году составляли 43 лафетных орудия и 141  вертлюжная пушка.
На флоте вертлюжные пушки применялись для уничтожения живой силы противника, что было особенно важно до XVII века, пока основной тактикой морского боя был абордаж и артиллерийская дуэль велась на коротких дистанциях. Также залп этих малых орудий мог нанести повреждения такелажу. Против корпуса корабля эта малая артиллерия была абсолютно неэффективна. В эпоху географических открытий эти лёгкие пушки использовались в качестве десантных орудий — их брали с собой при высадке на берег, при необходимости их можно было закрепить на борту шлюпки или взять в поход — их залп оказывал огромное психологическое воздействие на туземцев.
Вертлюжные пушки имели применение не только на флоте, но и в сухопутной армии.